# Гольберг Марк Якович
Марк Якович Гольберг (Ґольберґ) (12 вересня 1922, місто Харків — 17 лютого 2007, місто Дрогобич, Львівська область) — український і радянський вчений, педагог, літературознавець. Кандидат філологічних наук (1964), доцент (1970), доктор філологічних наук (1989), професор (1990).

## Біографія
У 1942 році був курсантом Чкаловського зенітно-артилерійського училища РСЧА. З 1942 по 1943 рік служив у Червоній армії, учасник німецько-радянської війни.
У 1948 році закінчив Харківський державний університет імені Максима Горького.
У 1948 році — літературний працівник газети «На страже родины» (Харків). З 1948 по 1951 рік навчався в аспірантурі Харківського державного педагогічного інституту.
У 1949—1952 роках — викладач російської літератури Харківського державного педагогічного інституту.
У 1952—2007 роках — викладач зарубіжної літератури, доцент, професор (з 1988) кафедри російської і зарубіжної літератури (з 1992 року — світової літератури) Дрогобицького державного педагогічного інституту (університету) імені Івана Франка.
Одночасно в 1990—1992 роках — завідувач кафедри російської і зарубіжної літератури Дрогобицького державного педагогічного інституту імені Івана Франка.
Досліджував творчість Т. Шевченка, І. Франка, І. Нечуя-Левицького, О. Кобилянської, Ю. Федьковича, М. Рильського, О. Блока, Янки Купали, В. Караджича, І. Вазова, Х. Ботева, Д. Байрона, Г. Гейне та ін. Автор праць у галузях порівняльного літературознавства, міжслов'янських літературних взаємин, теорії літератури, теорії і практики перекладу, культурології.

## Основні наукові праці
- З історії перших українських перекладів сербських народних пісень. Дрогобич, 1961;
- Іван Вазов: Життя і творчість. К., 1976; 1986;
- Христо Ботев: Нарис життя і творчості. К., 1988;
- Іван Франко і сербська культура. Л., 1991;
- Поема Лесі Українки «Віла-посестра» і питання українсько-сербських фольклорних і літературних взаємин. Дрогобич, 2001;
- Інтерпретаційний потенціал як герменевтична проблема // Герменевтика тексту: Між істиною і методом. Львів, 2002.